# 992型レーダー
992型レーダー（英語: Type 992 radar）は、イギリスのマルコーニ（現在のBAEシステムズ）社が開発した2次元レーダー。

## 概要
第二次世界大戦中、イギリス海軍では、目標捕捉装置（Target Indication Unit, TIU）と呼ばれる装置を導入していた。これは、通常の対空捜索レーダーよりも高精度で、追尾レーダーよりも捜索範囲が広い捕捉レーダーによってまず目標を捕捉し、追尾レーダーに移管することで、射撃指揮を効率化する試みであった。しかし、まだTIU 2が開発途上の1943年の段階で、既に同機で用いられていた293型レーダーの走査速度（アンテナ回転数）の遅さが問題として指摘されていた。このことから、1943年10月、より高速で走査できるレーダーの開発が発注された。これによって開発されたのが本機である。
開発は1948年より着手され、1952年に完了した。本機はTIU 3と連接されて、GDS 3（Gunnery direction system）を構成した。最初期型は293Q型に似た「チーズ」型アンテナを採用しており、空中目標への探知距離は30 nmi (56 km)であった。その後、送信機を新型化して探知距離を30パーセント延伸した992M型、導波管スロット・アレイ・アンテナの採用で探知距離をさらに30%延伸した992P型、小改正型の992Q型、ソリッド・ステート化した992R型と発展した。また、シーウルフ個艦防空ミサイルと組み合わされる968型レーダーは、本機を元にした再構成版といえるものになっている。
992型は、イギリス海軍では996型によって更新され、退役している。

## 採用国と搭載艦
イギリス海軍
- カウンティ級駆逐艦
- 駆逐艦「ブリストル」
- 42型駆逐艦（996型へ後日換装）
- 21型フリゲート

 アルゼンチン海軍
- エルクレス級駆逐艦

 チリ海軍
- プラット級駆逐艦

 パキスタン海軍
- 駆逐艦「バーブル」（旧「ロンドン」）
- タリク級駆逐艦（うち3隻は防空型として、DA-08へ後日換装）